# Maurice de Pagnac
Maurice de Pagnac ( – 1322) a Jeruzsálemi Szent János Ispotályos Lovagrend ellennagymestere volt 1317 és 1319 között.

## Élete
A rend nagymestere, Foulques de Villaret zsarnokoskodni kezdett, miután megszilárdította hatalmát a frissen meghódított Rodoszon. A rendben megjelent a korrupció, és a nagymester a befolyó bevételek egy részét saját céljaira használta fel. Mindezek következtében a johanniták eladósodtak.
1317-ben a lovagok merényletet kíséreltek meg Foulques Villaret ellen, de sikerült Lindosz várába menekülnie, amelyet a lovagok megostromoltak. Végül a johanniták Maurice de Pagnac-ot választották nagymesternek, és júliusban arra kérték XXII. János pápát, hogy ismerje el választásukat. A másik oldal is a pápához fordult, ennek ellenkezőjét kérve.
Az egyházfő Villaretet és Pagnac-ot is avignoni rezidenciájára kérette. A rendnek ugyan voltak bizonyos jogai a nagymester leváltására, de Villaret népszerű volt Európában, ezért XXII. János megsemmisítette az ellene hozott határozatot. Maurice de Pagnac a Kilikiai Örmény Királyságban található johannita birtokok parancsnoka lett.